# Christer Larsson

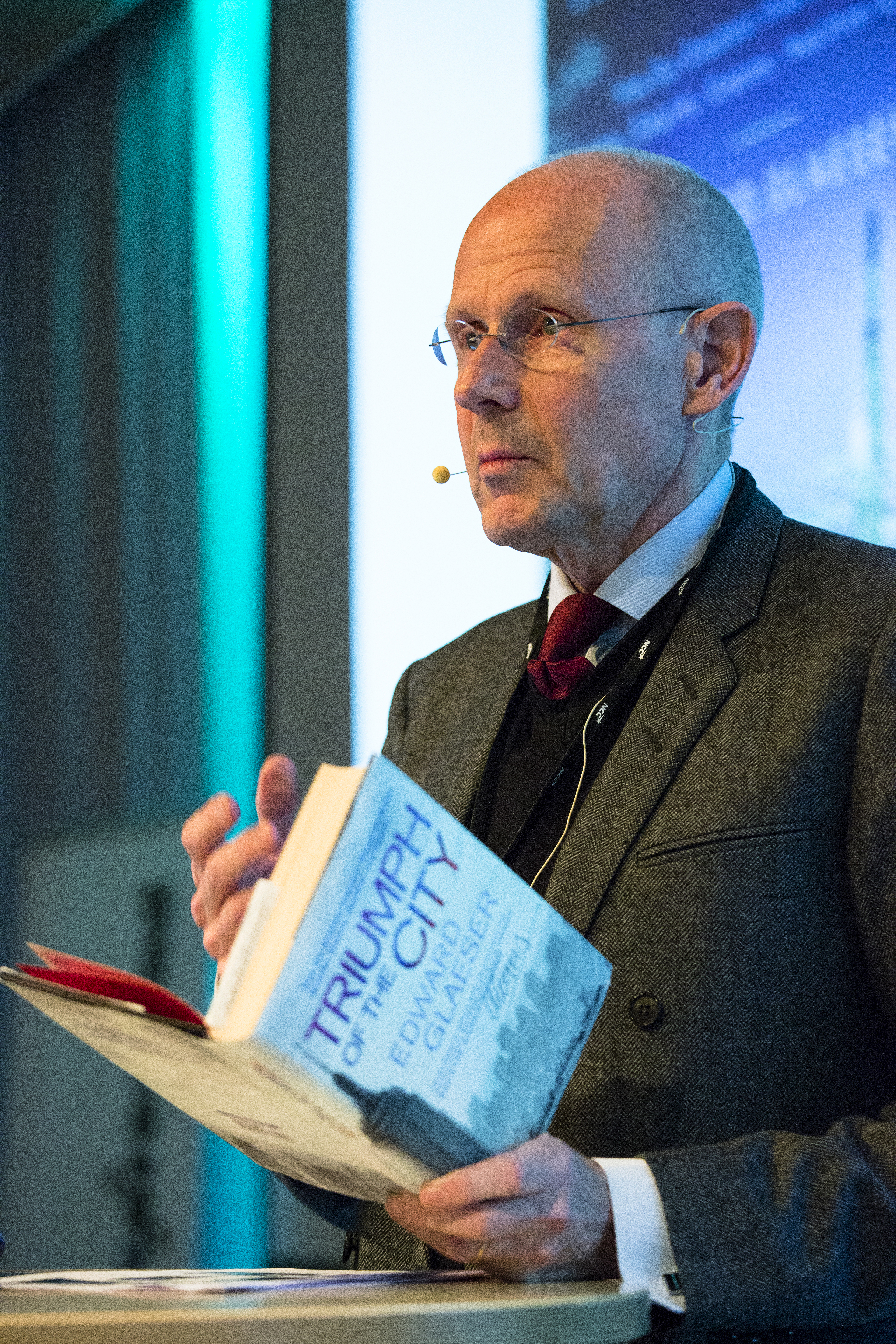
Christer Larsson 2013.

Bo Christer Larsson, född 21 december 1952, är en svensk arkitekt.
Christer Larsson växte upp i Göteborg och utbildade sig till arkitekt 1971–78 vid Lunds Tekniska högskola och 1983–84 vid Kungliga Konsthögskolans arkitektskola i Stockholm. Han arbetade därefter på Thurfjell arkitekter i Malmö och Stockholm samt var 1983–84 partner i 5-Arkgruppen i Stockholm. Åren 1986–98 var han partner och verkställande direktör för Contekton i Göteborg. Han har varit verksam i Malmö stad sedan 1998, som avdelningschef, stadsarkitekt och från 2005 till 2019 som stadsbyggnadsdirektör. I september 2018 utsågs han av Boverket till den förste innehavaren av den nyinrättade befattningen som riksarkitekt, under rekryteringstiden för en permanent tjänsteman.
Han blev 2014 utsedd av regeringen som särskild utredare med uppdrag att föreslå en ny politik för arkitektur, form och design och lade 2015 fram utredningen Gestaltad livsmiljö - en ny politik för arkitektur, form och design.
Christer Larsson är från 2017 adjungerad professor i arkitektur vid arkitektskolan vid Lunds universitet. Han är ledamot av Kungl. Ingenjörsvetenskapsakademien (IVA) och var fram till 2019 ordförande i Nordic City Network, en tankesmedja för nordisk stadsutveckling. Larsson är även sedan 2012 honorary academician vid Academy of Urbanism i Storbritannien.